# Рефрижератор растворения

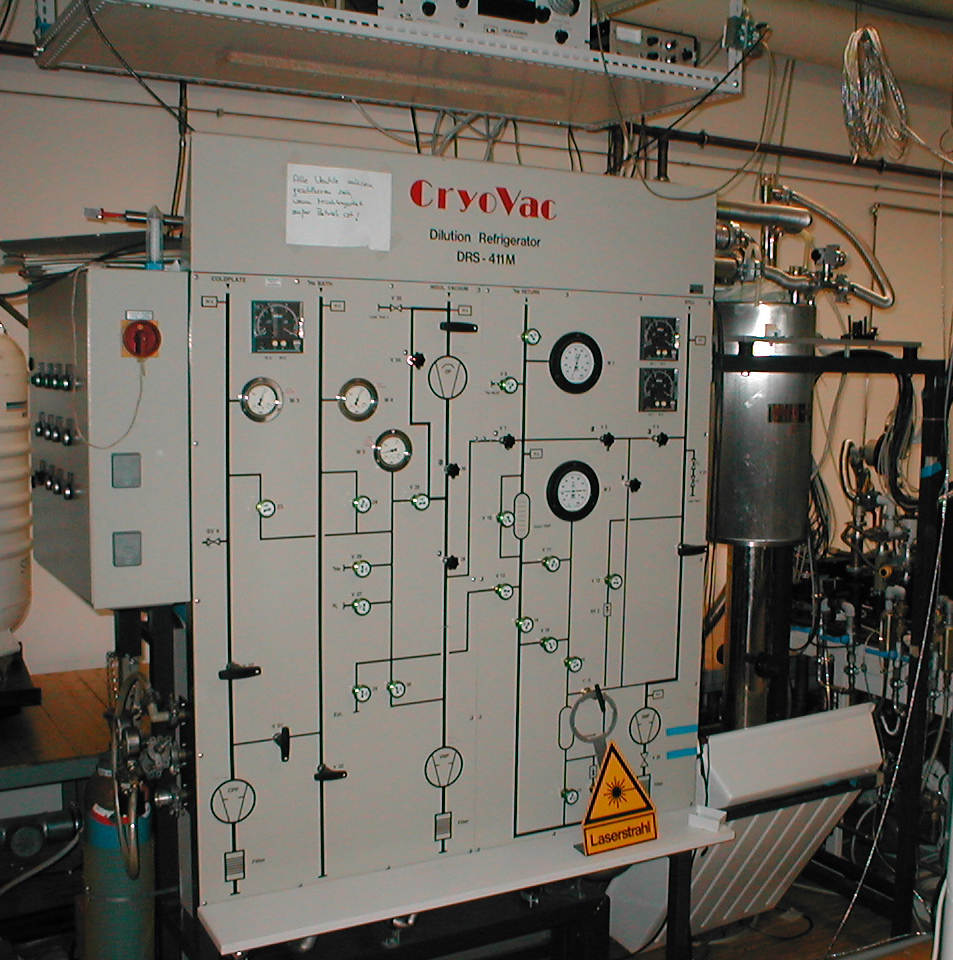
Рефрижератор растворения

Рефрижера́тор растворе́ния — криогенное устройство, впервые предложенное Хайнцем Лондоном. В процессе охлаждения используется смесь двух изотопов гелия: 3He и 4He. При охлаждении ниже 700 мК смесь испытывает самопроизвольное разделение фаз, образуя фазы: богатую 3He и богатую 4He.
Как и при охлаждении испарением, для переноса атомов 3He из фазы, богатой 3He, в фазу, богатую 4He, требуется энергия. Если заставить атомы 3He непрерывно пересекать границу раздела фаз, смесь будет эффективно охлаждаться. Поскольку фаза, богатая 4He, не может содержать меньше чем 6 % 3He, даже при абсолютном нуле температуры в равновесии, рефрижератор растворения может быть эффективным при очень низких температурах. Ёмкость, в которой происходит этот процесс, называется смесительной камерой.
Наиболее простое применение — «одноразовый» рефрижератор растворения. В одноразовом режиме большой объем 3He постепенно перемещается через границу раздела фаз в фазу, богатую 4He. Когда весь запас 3He оказывается в фазе, богатой 4He, рефрижератор не может продолжать работу.
Намного чаще рефрижераторы растворения работают в непрерывном цикле. Смесь 3He / 4He ожижается в конденсаторе, который подсоединён через дроссель к области смесительной камеры, богатой 3He. Атомы 3He, проходя через границу раздела фаз, отбирают энергию у системы. Далее следует различать рефрижераторы растворения с внешней и с внутренней откачкой. В первом случае пары 3He откачиваются высоковакуумным насосом (турбомолекулярным или диффузионным). Во втором — сорбционным насосом. Рефрижераторы растворения с внешней откачкой обеспечивают большую холодопроизводительность, однако нуждаются в большем количестве 3He. Откачанный 3He, иногда очищенный, возвращается в конденсор.
Рефрижераторы растворения с непрерывным циклом обычно используются в низкотемпературных физических экспериментах.

## Охлаждающая мощность
Охлаждающая мощность (в ваттах) в смесительной камере может быть примерно рассчитана по следующей формуле:
{\displaystyle {\dot {Q}}_{\mathrm {m} }\ {\text{[Вт]}}=({\dot {n}}_{3}\ {\text{[моль/с]}})\left(95(T_{\mathrm {m} }\ \mathrm {[K]} )^{2}-11(T_{\mathrm {i} }\ \mathrm {[K]} )^{2}\right),}
где {\displaystyle {\dot {n}}_{3}} — скорость циркуляции 3He, Tm — температура в смесительной камере, и Ti — температура 3He при попадании в смесительную камеру. В случае, если тепловая нагрузка равна нулю, имеется фиксированное соотношение между двумя температурами:
{\displaystyle T_{\mathrm {m} }={\frac {T_{\mathrm {i} }}{2{,}8}}.}
Из этого соотношения видно, что низкая Tm может быть достигнута, только если Ti также мала. В рефрижераторе растворения последняя уменьшается с помощью теплообменников. Однако при очень низких температурах это становится весьма сложным из-за так называемого сопротивления Капицы. Это тепловое сопротивление на границе раздела между жидким гелием и поверхностью теплообменника. Оно обратно пропорционально T4 и площади поверхности теплообмена A. Другими словами: тепловое сопротивление при увеличении площади поверхности в 10 000 раз остаётся тем же, если температура уменьшается в 10 раз. Таким образом, для получения малого термального сопротивления при низкой температуре (ниже 30 мК) нужна весьма большая площадь поверхности теплообменника. На практике с этими целями используется очень мелкодисперсный серебряный порошок. Впервые это было предложено профессором Дж. Фроссати в 1970 году. В настоящее время компания, основанная им, является ведущим производителем рефрижераторов растворения и другой Hi-end холодильной техники.

## Ограничения
Принципиального ограничения минимальной температуры, достижимой в рефрижераторах растворения, нет. Тем не менее, температурный диапазон ограничивается примерно 2 мК по практическим соображениям: чем ниже температура циркулирующей жидкости, тем больше её вязкость и теплопроводность. Для уменьшения теплоты внутреннего трения в вязкой жидкости диаметры входного и выходного патрубков камеры смешения должен быть пропорциональны Tm−3, а для уменьшения теплопередачи длина трубы должна быть пропорциональна Tm−8. Это означает, что, для снижения температуры в 2 раза, необходимо увеличить диаметр в 8 раз, а длину — в 256 раз. Следовательно, объём должен быть увеличен в 214 = 16 384 раз. Другими словами: каждый см3 при 2 мК требует 16 384 см3 при 1 мК. В результате рефрижератор окажется очень большим и очень дорогим. Для охлаждения до температур ниже 2 мК существует альтернатива: ядерное адиабатическое размагничивание.